# Haandværkerforeningen
Haandværkerforeningen i Kjøbenhavn er en tværfaglig interesseorganisation, stiftet af snedkermester Lasenius Kramp i 1840. Foreningen har hovedsæde i Moltkes Palæ på hjørnet af Dronningens Tværgade og Bredgade, København.
Foreningens over 2000 medlemmer er ejere og ledere af små og mellemstore virksomheder inden for en bred vifte af erhverv. Herudover er der tilsluttet ca. 35 københavnske lav og foreninger.
Haandværkerforeningen i Kjøbenhavn varetager medlemsvirksomhedernes generelle erhvervspolitiske interesser i hovedstadsområdet. Foreningen tilbyder også medlemmerne faglige og sociale netværk.
Ved den årlige Medaljefest på Københavns Rådhus uddeler Haandværkerforeningen sølv- og bronzemedaljer til de dygtigste af hovedstadens nyudlærte håndværkere. Kongehuset har siden 1927 overværet denne ceremoni. Derudover har Haandværkerforeningen hvert år siden 1973 hyldet personligheder, der yder en ganske særlig indsats til gavn for det danske samfund med titlen Årets Æreshåndværker.
Haandværkerforeningen og den tilknyttede fond, Alderstrøst, ejer og/eller administrerer omkring 700 lejemål, der fortrinsvis er til medlemmerne og deres pårørende. Derudover administrerer foreningen et antal legater og driver et af Københavns største plejehjem, Haandværkerforeningens Plejehjem i Emdrup.
Sammen med Industriforeningen oprettede Haandværkerforeningen i 1911 Danmarks Tekniske Museum.